# A Hora da Liberdade
A Hora da Liberdade é uma ficção documental emitida pela SIC em 1999 que retrata os diversos acontecimentos que pautaram o golpe militar de 25 de Abril de 1974, responsável pela restauração da Democracia em Portugal. É da autoria de Emídio Rangel, Rodrigo de Sousa e Castro e Joana Pontes que assegurou, igualmente, a realização. Das entrevistas feitas para fundamentar o filme, surgiu um livro A Hora da Liberdade - O 25 de Abril pelos protagonistas, editado pela Editorial Bizâncio". Foi considerado um dos melhores filmes sobre o 25 de Abril pela revista Time Out.
Com o lançamento da OPTO, a plataforma de emissão digital da SIC, o filme foi lançado a 24 de novembro de 2020.

## Produção
O filme demorou um ano a preparar e dois meses a ser rodado, envolvendo cerca de 60 atores e mais de mil figurantes.

## Elenco
- Alberto Villar – Tenente Coronel Correia de Campos
- Alexandre de Sousa – Comandante Vítor Crespo
- Alfredo Brito - Coronel António Romeiras
- Almeno Gonçalves – Tenente Coronel Almeida Bruno
- André Gago – Brito e Cunha
- André Gomes - Ministro Moreira Baptista
- António Caldeira Pires - Capitão Rui Rodrigues
- António Capelo – Major Otelo Saraiva de Carvalho
- António Cordeiro – Capitão Andrade e Sousa
- António Fonseca - Major Hugo Velasco
- António Pedro Cerdeira – Tenente Andrade e Silva
- Artur Ramos (†) – Brigadeiro Junqueira dos Reis
- Benjamin Falcão – Coronel Belo de Carvalho
- Carlos Gomes – Major Cardoso Fontão
- Carlos Lacerda (†) – Tenente Coronel Viana de Lemos
- Carlos Pisco - Tenente Cabaças Ruaz
- Cristina Carvalhal – Clarisse Guerra
- Diogo Morgado - Aspirante Teixeira
- Eduardo Viana – Tenente Coronel Ferrand D’Almeida
- Eurico Lopes – Joaquim Furtado
- Francisco Pestana – Tenente Coronel Lopes Pires
- Gonçalo Waddington – Tenente Almas Imperial
- Guilherme Filipe – Major Pato Anselmo
- Heitor Lourenço – Alferes Sottomayor
- Henrique Feist – Alferes David e Silva
- Ivo Canelas – Tenente Santos Silva
- João de Carvalho – Capitão Luís Macedo
- Jorge Gonçalves – Major Sanches Osório
- Jorge Sequerra (†) - Tenente Coronel Nascimento
- José Boavida (†) – Capitão Bicho Beatriz
- José Jorge Duarte – Pedro Feytor Pinto
- José Manuel Mendes – Marcello Caetano
- Júlio Cardoso – General António de Spínola
- Luís Alberto – General Adriano Pires
- Luís Esparteiro – Major Costa Neves
- Luís Lucas – Capitão Santos Ferreira
- Luís Mascarenhas – Ministro Silva Cunha
- Manuel Coelho – Major Delfim Moura
- Manuel Wiborg – Capitão Salgueiro Maia
- Marcantónio Del Carlo – Tenente Coronel Garcia dos Santos
- Marcello Urghege - Capitão Santos Coelho
- Márcia Breia – Cidadã
- Marco Delgado – Capitão Luís Pimentel
- Marques D’Arede – Coronel Álvaro Fontoura
- Paulo Filipe - Comandante Coutinho Lanhoso
- Paulo Matos – Major Hugo dos Santos
- Paulo Oom – Sargento do C.I.A.A.C.
- Pedro Laginha – Fernando Humberto
- Pedro Lima (✝) – Alferes Maia Loureiro
- Ricardo Afonso - Tenente Alfredo Assunção
- Rui Luís Brás – Tenente Ponces de Carvalho
- Rui Mendes – General Andrade e Silva
- Sérgio Silva – Capitão Tavares de Almeida
- Vítor Norte – Major Comando Jaime Neves
- Vítor Rocha – Capitão Correia Pombinho
- Vasco Machado - Capitão Mira Monteiro
- - João Paulo Diniz
- - Capitão Frederico Morais
- - Tenente Freire de Nogueira
- - Tenente Guiomar
- - Tenente Ferreira de Sousa
- Otelo Saraiva de Carvalho como ele próprio